# Rohan Bopanna
Rohan Bopanna, né le 4 mars 1980 à Bangalore, est un joueur de tennis indien, professionnel depuis 2003.
Il est avant tout un joueur de double. Il a remporté 26 titres sur le circuit ATP dont l'Open d'Australie 2024 et atteint 37 autres finales dont celle de l'US Open 2010 et 2023. Il a également remporté un titre en double mixte à Roland-Garros 2017. Sa victoire à Indian Wells 2023 lui permet de devenir le plus âgé vainqueur de Masters 1000.
À la suite de sa victoire à l'Open d'Australie 2024, il devient, à plus de 43 ans, le numéro 1 mondial du classement ATP en double le plus âgé.

## Carrière
Il s'est principalement distingué en double où il a remporté 26 titres ATP dont l'Open d'Australie 2024, le Masters de Paris-Bercy en 2011 et 2012 ainsi que le Masters de Madrid en 2015 et le Masters de Monte-Carlo en 2017 et a atteint la finale de l'US Open 2010 et du Masters en 2012 et 2015.
Il a joué avec comme partenaire le Pakistanais Aisam-Ul-Haq Qureshi et a œuvré pour le rapprochement de son pays avec le Pakistan. Il a également remporté l'ATP Award humanitaire avec son partenaire.
Il est membre du club des Champions de la Paix, un collectif de plus de 100 athlètes de haut niveau créé par Peace and Sport, organisation internationale basée à Monaco sous le Haut Patronage de S.A.S. le prince Albert II. Ce collectif d’athlètes internationaux de haut-niveau œuvre pour faire du sport un outil de dialogue et de cohésion sociale. Les Champions de la Paix Rohan Bopanna et Aisam Qureshi ont lancé un organisme sans but lucratif, Stop War Start Tennis, voué à la promotion de la paix par le tennis.
En 2018, à Roland-Garros associé à Édouard Roger-Vasselin, il bat facilement (6-1, 6-2) la paire française Grégoire Jacq-Benjamin Bonzi avant de disposer, en huitièmes de finale, des nos 1 mondiaux Marcelo Melo et Łukasz Kubot (6-4, 7-6).
En mars 2023, sa victoire au Masters d'Indian Wells lui permet de devenir le vainqueur le plus âgé d'un tournoi de catégorie Masters 1000 à 43 ans.
Sa victoire à l'Open d'Australie 2024, lui permet de devenir à plus de 43 ans, le vainqueur le plus âgé d'un tournoi du Grand Chelem ainsi que le numéro un mondial de la spécialité le plus âgé.

Rohan Bopanna et Édouard Roger-Vasselin lors de Roland-Garros 2018
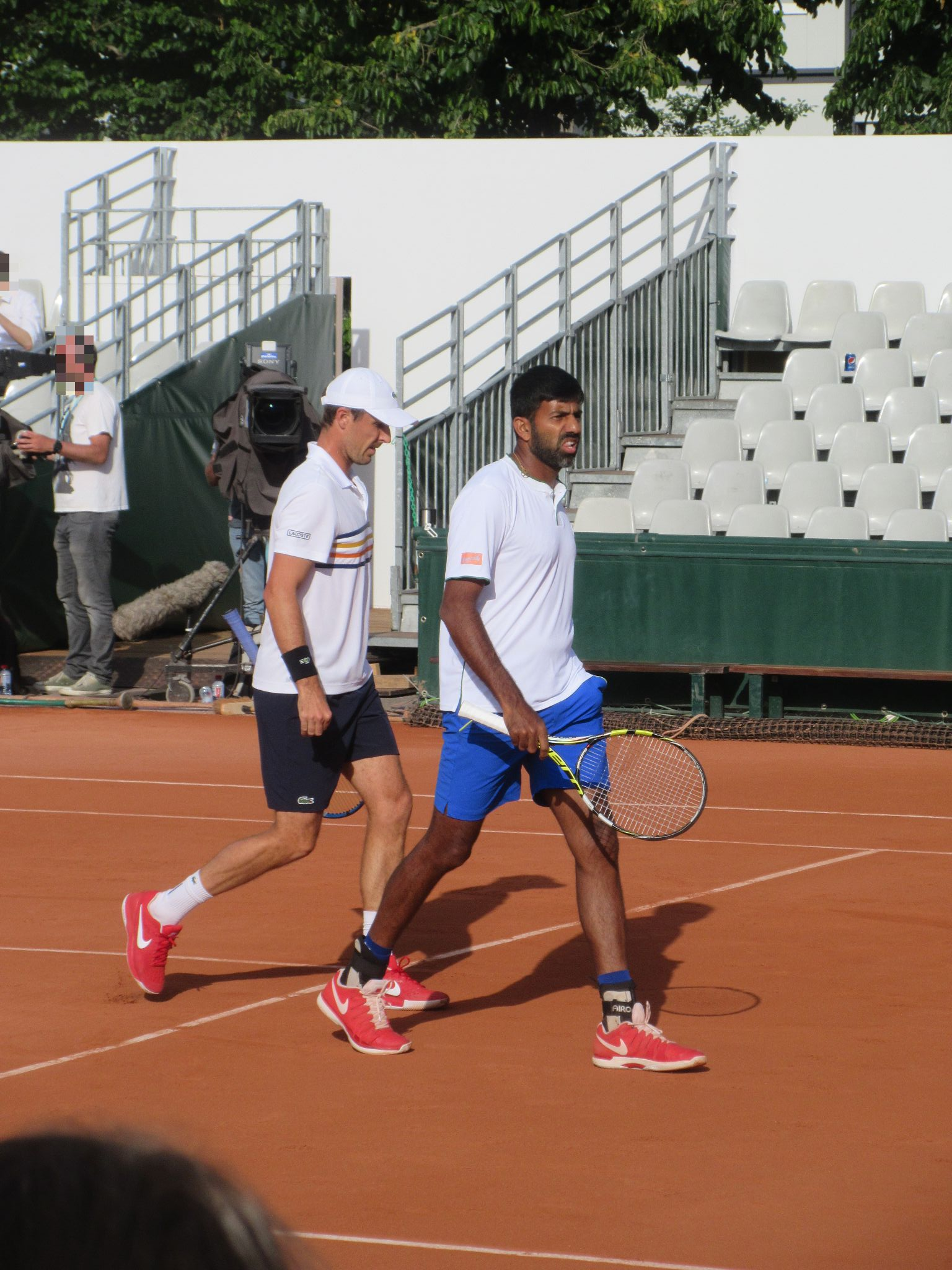

## Parcours dans les tournois duGrand Chelem

### En simple
N'a jamais participé à un tableau final.

### En double messieurs
| Année | Open d'Australie                                                                               | Open d'Australie                                                                          | Internationaux de France                                                                         | Internationaux de France                                                                 | Wimbledon                                                                             | Wimbledon | US Open | US Open |
| 2008  | 1/8 de finale Rajeev Ram \|\| style="text-align:left;" \| J. Coetzee W. Moodie                 | 1er tour (1/32) A.-U.-H. Qureshi \|\| style="text-align:left;" \| Bob Bryan Mike Bryan    | 2e tour (1/16) A.-U.-H. Qureshi \|\| style="text-align:left;" \| M. Granollers S. Ventura        | 1er tour (1/32) A.-U.-H. Qureshi \|\| style="text-align:left;" \| S. Grosjean M. Gicquel |                                                                                       |           |         |         |
| 2009  | 2e tour (1/16) J. Nieminen \|\| style="text-align:left;" \| N. Lapentti T. Robredo             | 1er tour (1/32) J. Erlich \|\| style="text-align:left;" \| G. García-López S. Roitman     | —                                                                                                | —                                                                                        | —                                                                                     | —         |         |         |
| 2010  | 1er tour (1/32) A.-U.-H. Qureshi \|\| style="text-align:left;" \| R. De Voest S. Lipsky        | 2e tour (1/16) A.-U.-H. Qureshi \|\| style="text-align:left;" \| J. Benneteau M. Llodra   | 1/4 de finale A.-U.-H. Qureshi \|\| style="text-align:left;" \| J. Melzer P. Petzschner          | Finale A.-U.-H. Qureshi                                                                  | Bob Bryan Mike Bryan                                                                  |           |         |         |
| 2011  | 1/8 de finale A.-U.-H. Qureshi \|\| style="text-align:left;" \| M. Llodra N. Zimonjić          | 1/4 de finale A.-U.-H. Qureshi \|\| style="text-align:left;" \| Bob Bryan Mike Bryan      | 1er tour (1/32) A.-U.-H. Qureshi \|\| style="text-align:left;" \| J. S. Cabal R. Farah           | 1/2 finale A.-U.-H. Qureshi \|\| style="text-align:left;" \| M. Fyrstenberg M. Matkowski |                                                                                       |           |         |         |
| 2012  | 1/8 de finale M. Bhupathi \|\| style="text-align:left;" \| S. Lipsky Rajeev Ram                | 1er tour (1/32) M. Bhupathi \|\| style="text-align:left;" \| M. Gicquel É. Roger-Vasselin | 2e tour (1/16) M. Bhupathi \|\| style="text-align:left;" \| M. Elgin D. Istomin                  | 1er tour (1/32) M. Bhupathi \|\| style="text-align:left;" \| M. Ebden B. Tomic           |                                                                                       |           |         |         |
| 2013  | 2e tour (1/16) Rajeev Ram \|\| style="text-align:left;" \| S. Bolelli F. Fognini               | 1er tour (1/32) M. Bhupathi \|\| style="text-align:left;" \| T. Bednarek J. Janowicz      | 1/2 finale É. Roger-Vasselin \|\| style="text-align:left;" \| Bob Bryan Mike Bryan               | 1/8 de finale É. Roger-Vasselin \|\| style="text-align:left;" \| C. Fleming J. Marray    |                                                                                       |           |         |         |
| 2014  | 1/8 de finale A.-U.-H. Qureshi \|\| style="text-align:left;" \| T. C. Huey D. Inglot           | 2e tour (1/16) A.-U.-H. Qureshi \|\| style="text-align:left;" \| J. Erlich M. Melo        | 2e tour (1/16) A.-U.-H. Qureshi \|\| style="text-align:left;" \| V. Pospisil Jack Sock           | 1er tour (1/32) A.-U.-H. Qureshi \|\| style="text-align:left;" \| D. Bracciali A. Seppi  |                                                                                       |           |         |         |
| 2015  | 2e tour (1/16) D. Nestor \|\| style="text-align:left;" \| F. López Max Mirnyi                  | 1/8 de finale F. Mergea \|\| style="text-align:left;" \| J.-J. Rojer Horia Tecău          | 1/2 finale F. Mergea \|\| style="text-align:left;" \| J.-J. Rojer Horia Tecău                    | 1/4 de finale F. Mergea \|\| style="text-align:left;" \| D. Inglot R. Lindstedt          |                                                                                       |           |         |         |
| 2016  | 1/8 de finale F. Mergea \|\| style="text-align:left;" \| T. C. Huey Max Mirnyi                 | 1/4 de finale F. Mergea \|\| style="text-align:left;" \| Ivan Dodig M. Melo               | 1/8 de finale F. Mergea \|\| style="text-align:left;" \| H. Kontinen John Peers                  | 2e tour (1/16) F. Nielsen \|\| style="text-align:left;" \| Brian Baker M. Daniell        |                                                                                       |           |         |         |
| 2017  | 2e tour (1/16) Pablo Cuevas \|\| style="text-align:left;" \| Alex Bolt B. Mousley              | 1/8 de finale Pablo Cuevas \|\| style="text-align:left;" \| Jamie Murray Bruno Soares     | 2e tour (1/16) É. Roger-Vasselin \|\| style="text-align:left;" \| Ken Skupski Neal Skupski       | 2e tour (1/16) Pablo Cuevas \|\| style="text-align:left;" \| S. Bolelli F. Fognini       |                                                                                       |           |         |         |
| 2018  | 1/8 de finale É. Roger-Vasselin \|\| style="text-align:left;" \| O. Marach Mate Pavić          | 1/4 de finale É. Roger-Vasselin \|\| style="text-align:left;" \| Nikola Mektić A. Peya    | 2e tour (1/16) É. Roger-Vasselin \|\| style="text-align:left;" \| Frederik Nielsen Joe Salisbury | 1/4 de finale É. Roger-Vasselin \|\| style="text-align:left;" \| J. S. Cabal R. Farah    |                                                                                       |           |         |         |
| 2019  | 1er tour (1/32) Divij Sharan \|\| style="text-align:left;" \| P. Carreño Busta G. García López | 1/8 de finale Marius Copil \|\| style="text-align:left;" \| Dušan Lajović J. Tipsarević   | 1er tour (1/32) Pablo Cuevas \|\| style="text-align:left;" \| Marcus Daniell W. Koolhof          | 1/8 de finale D. Shapovalov \|\| style="text-align:left;" \| Jamie Murray Neal Skupski   |                                                                                       |           |         |         |
| 2020  | 1er tour (1/32) Y. Uchiyama \|\| style="text-align:left;" \| Bob Bryan Mike Bryan              | 1er tour (1/32) D. Shapovalov \|\| style="text-align:left;" \| V. Pospisil Jack Sock      | Annulé                                                                                           | Annulé                                                                                   | 1/4 de finale D. Shapovalov \|\| style="text-align:left;" \| J.-J. Rojer Horia Tecău  |           |         |         |
| 2021  | 1er tour (1/32) Ben McLachlan \|\| style="text-align:left;" \| Nam Ji-sung Song Min-kyu        | 1/4 de finale Franko Škugor \|\| style="text-align:left;" \| Pablo Andújar Pedro Martínez | 1er tour (1/32) Divij Sharan \|\| style="text-align:left;" \| Henri Kontinen É. Roger-Vasselin   | 1/8 de finale Ivan Dodig \|\| style="text-align:left;" \| Rajeev Ram Joe Salisbury       |                                                                                       |           |         |         |
| 2022  | 1er tour (1/32) É. Roger-Vasselin \|\| style="text-align:left;" \| T. C. Huey C. Rungkat       | 1/2 finale M. Middelkoop \|\| style="text-align:left;" \| M. Arévalo J.-J. Rojer          | —                                                                                                | —                                                                                        | 1er tour (1/32) M. Middelkoop \|\| style="text-align:left;" \| L. Sonego A. Vavassori |           |         |         |
| 2023  | 1er tour (1/32) M. Ebden \|\| style="text-align:left;" \| A. Erler L. Miedler                  | 1er tour (1/32) M. Ebden \|\| style="text-align:left;" \| S. Doumbia F. Reboul            | 1/2 finale M. Ebden \|\| style="text-align:left;" \| W. Koolhof Neal Skupski                     | Finale M. Ebden                                                                          | R. Ram J. Salisbury                                                                   |           |         |         |
| 2024  | Victoire M. Ebden                                                                              | S. Bolelli A. Vavassori                                                                   | 1/2 finale M. Ebden \|\| style="text-align:left;" \| S. Bolelli A. Vavassori                     | 2e tour (1/16) M. Ebden \|\| style="text-align:left;" \| C. Frantzen H. Jebens           | 1/8 de finale M. Ebden \|\| style="text-align:left;" \| M. González A. Molteni        |           |         |         |
| 2025  | 1er tour (1/32) N. Barrientos \|\| style="text-align:left;" \| P. Martínez J. Munar            |                                                                                           |                                                                                                  |                                                                                          |                                                                                       |           |         |         |

N.B. : le nom du partenaire se trouve sous le résultat ; le nom des ultimes adversaires se trouve à droite.

### En double mixte
| Année | Open d'Australie                                                                      | Open d'Australie                                                                   | Internationaux de France                                                            | Internationaux de France                                                      | Wimbledon                                                                           | Wimbledon                                                                               | US Open                                                                      | US Open                      |
| 2010  | —                                                                                     | —                                                                                  | —                                                                                   | —                                                                             | 1er tour (1/32) An. Rodionova                                                       | O. Govortsova Eric Butorac                                                              | 1er tour (1/16) Yan Zi                                                       | Aravane Rezaï Rajeev Ram     |
| 2011  | 1er tour (1/16) Yan Zi                                                                | Maria Kirilenko Nenad Zimonjić                                                     | 1er tour (1/16) Sania Mirza                                                         | Chuang C-j. M. Matkowski                                                      | 1/4 de finale Sania Mirza                                                           | Hsieh Su-wei Paul Hanley                                                                | 1er tour (1/16) Vania King                                                   | B. Z. Strýcová P. Petzschner |
| 2012  | 1/4 de finale Lisa Raymond                                                            | Elena Vesnina Leander Paes                                                         | 1er tour (1/16) Lisa Raymond                                                        | N. Grandin Paul Hanley                                                        | 1/4 de finale Zheng Jie                                                             | Lisa Raymond Mike Bryan                                                                 | 1er tour (1/16) Zheng Jie                                                    | An. Rodionova J.-J. Rojer    |
| 2013  | 1/4 de finale Hsieh Su-wei                                                            | Květa Peschke M. Matkowski                                                         | 1er tour (1/16) Ashleigh Barty                                                      | Lucie Hradecká F. Čermák                                                      | 1/4 de finale Zheng Jie                                                             | Vera Dushevina J.-J. Rojer                                                              | 1er tour (1/16) Julia Görges                                                 | Abigail Spears S. González   |
| 2014  | 1/4 de finale K. Srebotnik                                                            | J. Gajdošová Matthew Ebden                                                         | 1/4 de finale K. Srebotnik                                                          | Julia Görges Nenad Zimonjić                                                   | 3e tour (1/8) A. Hlaváčková                                                         | An. Rodionova Mikhail Elgin                                                             | 1/4 de finale K. Srebotnik                                                   | Sania Mirza Bruno Soares     |
| 2015  | 1er tour (1/16) B. Z. Strýcová                                                        | K. Mladenovic Daniel Nestor                                                        | 1er tour (1/16) Y. Shvedova                                                         | Lucie Hradecká M. Matkowski                                                   | 2e tour (1/16) M. J. Martínez                                                       | K. Srebotnik Horia Tecău                                                                | 1/2 finale Chan Yung-jan                                                     | Martina Hingis Leander Paes  |
| 2016  | 1/4 de finale Chan Yung-jan                                                           | Andreja Klepač Treat Huey                                                          | 2e tour (1/8) A. Kudryavtseva                                                       | Chan Hao-ching Jamie Murray                                                   | 3e tour (1/8) An. Rodionova                                                         | M. Duque Mariño J. S. Cabal                                                             | 1/4 de finale G. Dabrowski                                                   | A.-L. Grönefeld Robert Farah |
| 2017  | 1/4 de finale G. Dabrowski                                                            | Sania Mirza Ivan Dodig                                                             | Victoire G. Dabrowski                                                               | A.-L. Grönefeld Robert Farah                                                  | 1/4 de finale G. Dabrowski                                                          | Heather Watson Henri Kontinen                                                           | 1/4 de finale G. Dabrowski                                                   | Chan Hao-ching Michael Venus |
| 2018  | Finale Tímea Babos                                                                    | G. Dabrowski Mate Pavić                                                            | 1er tour (1/16) Tímea Babos \|\| style="text-align:left;" \| Zhang Shuai John Peers | —                                                                             | —                                                                                   | 1er tour (1/16) L.Siegemund \|\| style="text-align:left;" \| K. Srebotnik Michael Venus |                                                                              |                              |
| 2019  | 1er tour (1/16) Yang Z. \|\| style="text-align:left;" \| A.-L. Grönefeld R. Farah     | 1er tour (1/32) L. Hradecká \|\| style="text-align:left;" \| N. Melichar B. Soares | 2e tour (1/16) A. Sabalenka \|\| style="text-align:left;" \| L. Siegemund A. Sitak  | 2e tour (1/8) A. Spears \|\| style="text-align:left;" \| R. Atawo F. Martin   |                                                                                     |                                                                                         |                                                                              |                              |
| 2020  | 1/4 de finale N. Kichenok \|\| style="text-align:left;" \| B. Krejčíková N. Mektić    | Annulé                                                                             | Annulé                                                                              | Annulé                                                                        | Annulé                                                                              | Annulé                                                                                  | Annulé                                                                       |                              |
| 2021  | 1er tour (1/16) Duan Y.-Y. \|\| style="text-align:left;" \| B. Mattek-Sands J. Murray | —                                                                                  | —                                                                                   | 3e tour (1/8) S. Mirza \|\| style="text-align:left;" \| A. Klepač J.-J. Rojer | —                                                                                   | —                                                                                       |                                                                              |                              |
| 2022  | 1er tour (1/16) D. Jurak \|\| style="text-align:left;" \| L. Kichenok A. Golubev      | 2e tour (1/8) A. Klepač \|\| style="text-align:left;" \| L. Hradecká G. Escobar    | —                                                                                   | —                                                                             | 1er tour (1/16) Yang Z. \|\| style="text-align:left;" \| G. Dabrowski M. Purcell    |                                                                                         |                                                                              |                              |
| 2023  | Finale S. Mirza                                                                       | L. Stefani R. Matos                                                                | —                                                                                   | —                                                                             | 1er tour (1/16) G. Dabrowski \|\| style="text-align:left;" \| Chan Y.-j. Ivan Dodig | 2e tour (1/8) A. Sutjiadi \|\| style="text-align:left;" \| T. Townsend B. Shelton       |                                                                              |                              |
| 2024  | —                                                                                     | —                                                                                  | —                                                                                   | —                                                                             | —                                                                                   | —                                                                                       | 1/2 finale A. Sutjiadi \|\| style="text-align:left;" \| T. Townsend D. Young |                              |
| 2025  | 1/4 de finale Zhang S. \|\| style="text-align:left;" \| O. Gadecki J. Peers           |                                                                                    |                                                                                     |                                                                               |                                                                                     |                                                                                         |                                                                              |                              |

N.B. : le nom de la partenaire se trouve sous le résultat ; le nom des ultimes adversaires se trouve à droite.

## Participation auxMasters

### En double
| Année | Ville   | Surface    | Partenaire           | Résultats | Résultat final    |
| ----- | ------- | ---------- | -------------------- | --------- | ----------------- |
| 2011  | Londres | Dur (int.) | Aisam-Ul-Haq Qureshi | 0v, 3d    | Éliminé en poules |
| 2012  | Londres | Dur (int.) | Mahesh Bhupathi      | 3v, 2d    | Finaliste         |
| 2015  | Londres | Dur (int.) | Florin Mergea        | 3v, 2d    | Finaliste         |
| 2023  | Turin   | Dur (int.) | Matthew Ebden        | 2v, 2d    | Demi-finaliste    |
| 2024  | Turin   | Dur (int.) | Matthew Ebden        | 1v, 2d    | Éliminé en poules |

## Parcours dans lesMasters 1000

### En simple
| Année | Indian Wells      | Miami | Monte-Carlo | Madrid | Rome | Canada | Cincinnati | Shanghai | Paris |
| ----- | ----------------- | ----- | ----------- | ------ | ---- | ------ | ---------- | -------- | ----- |
| 2011  | 1er tour B. Tomic | —     | —           | —      | —    | —      | —          | —        | —     |

N.B. : sous le résultat se trouve le nom de l’ultime adversaire.

## Classements ATP en fin de saison
| Année          | 2000 | 2001 | 2002 | 2003 | 2004 | 2005 | 2006 | 2007 | 2008 | 2009 | 2010 | 2011 | 2012 | 2013 | 2014 | 2015 | 2016 | 2017 | 2018 | 2019 | 2020 | 2021 | 2022 | 2023 | 2024 |
| Rang en simple | 1073 | 627  | 410  | 330  | 618  | 303  | 259  | 265  | 314  | 396  | 623  | 609  | –    | 1351 | –    | –    | –    | –    | –    | –    | –    | –    | –    | –    | –    |
| Rang en double | 740  | 517  | 317  | 212  | 664  | 307  | 114  | 73   | 67   | 83   | 16   | 11   | 12   | 13   | 30   | 9    | 28   | 18   | 37   | 38   | 39   | 43   | 19   | 3    | 15   |

Source : (en) Classements de Rohan Bopanna sur le site officiel de la Fédération internationale de tennis

### Navigation
- Ressources relatives au sport :   - ATP
  - CIO
  - Coupe Davis
  - ITF
  - Olympedia
  - Tennis Abstract
  - Tennis Temple
  - Wimbledon